# Островът на кучетата
„Островът на кучетата“ (на английски: Isle of Dogs) е американски стоп-моушън анимационен филм от 2018 г. на режисьора Уес Андерсън. Това е вторият анимационен филм на режисьора след Фантастичният господин Фокс от 2009 година. Филмът е антиутопия и се развива в далечно бъдеще в Япония.
Филмът прави дебюта си на фестивала Берлинале през 2018 година, а в България е показван като част от фестивала Киномания през същата година.. В бокс офиса печели над 64 милиона долара в световен мащаб. Получава и номинации за Златен глобус в категориите за най-добър анимационен филм и най-добър саундтрак.

## Сюжет
Филмът се развива в далечно бъдеще в Япония. Страната е изправена пред епидемия от болест, която се разпространява сред домашните кучета и се предава на хората. Авторитарният кмет на град Мегасаки нарежда всички кучета в града – домашни и улични, да се изпратят на близък изолиран остров, използван за сметище. Тази мярка се възприема положително от народа, въпреки уверенията на учените, че са съвсем близо до откриване на лек за болестта.
Осиротелият племенник на кмета – Атари, решава да отиде на острова със самолет, за да потърси Спотс – личното му куче охранител, което е и първото куче, изпратено на острова. На острова Атари се сприятелява с глутница кучета, които му помагат да намери Спотс.
Впоследствие учените намират лек за треската, която се разпространява сред кучетата, но кметът ги игнорира и дори нарежда всички кучета на острова да бъдат убити. След като Атари открива Спотс, двамата с помощта на островните кучета и на група активисти, живеещи в Мегасаки, успяват да информират народа, че лек е открит и ги убеждават да си върнат любовта към кучето – „най-добрия приятел на човека“. Дори кметът на Мегасаки осъзнава грешката си и се покайва, а кмет на Мегасаки става Атари.

## Актьорски състав
| Озвучаващ актьор | Герой             | Български озвучаващ актьор |
| ---------------- | ----------------- | -------------------------- |
| Брайън Кранстън  | Чийф              |                            |
| Кою Ранкин       | Атари             |                            |
| Едуард Нортън    | Рекс              |                            |
| Лийв Шрайбър     | Спотс             |                            |
| Грета Гъруиг     | Трейси Уолкър     |                            |
| Бил Мъри         | Бос               |                            |
| Джеф Голдблум    | Дюк               |                            |
| Боб Балабан      | Кинг              |                            |
| Скарлет Йохансон | Нътмег            |                            |
| Ф. Мъри Ейбрахам | Юпитер            |                            |
| Кортни Ванс      | Разказвач         |                            |
| Куничи Номура    | Кобаяши           |                            |
| Акира Такаяма    | Домо              |                            |
| Акира Ито        | Професор Уатанабе |                            |
| Йоко Оно         | Йоко Оно          |                            |
| Харви Кайтел     | Гондо             |                            |
| Тилда Суинтън    | Оракъл            |                            |
| Фишър Стивънс    | Скрап             |                            |